# Primolius
Primolius är ett släkte aror i familjen västpapegojor inom ordningen papegojfåglar. Släktet omfattar tre arter som alla förekommer i Sydamerika:
- Blåhuvad ara (P. couloni)
- Blåvingad ara (P. maracana)
- Gulnackad ara (P. auricollis)